# 다테 무라요시 (1772년)
다테 무라요시(일본어: 伊達村善, 1772년 ~ 1787년)는 미즈사와 다테 가문의 9대 당주이다.
8대 당주 다테 무라노리의 맏아들로 태어났다. 아버지의 뒤를 이어 가독을 계승하였으나, 후사 없이 젊은 나이에 사망하였다. 무라노리의 둘째 아들이자 동생인 무라야스가 가독을 이어받았다.